# 3 (telecomunicaciones)
Hutchison 3G Enterprises S.A.R.L., conocida como Hutchison 3G (acrónimo H3G) y que opera bajo la marca 3 (Three), es una empresa de telecomunicaciones global del grupo CK Hutchison Holdings Limited (anteriormente Hutchison Whampoa Limited), que opera en el sector de telefonía móvil y fija.
Está presente en Australia, Austria, Dinamarca, Hong Kong y Macao, Indonesia, Irlanda, Italia, Suecia, y el Reino Unido.
Hutchison Whampoa posee intereses de mayoría directos en las compañías que funcionan las redes que se califican 3, excepto 3 Hong Kong y Tri Indonesia. Estas redes mayoría-son poseídas por el limitado internacional público enumerada de las telecomunicaciones de Hutchison Telecommunications International, en las cuales Hutchison Whampoa tiene un interés de mayoría del 50.003%.
Las 3 redes calificadas proporcionan la tecnología 3G (WCDMA, aunque algunas redes también funcionan con 2G). Hutchison Whampoa también sostiene un licencia 3G en Israel que funciona bajo la marca Orange, y en Noruega donde aún no da servicio.
El día 20 de agosto de 2017, Hutchison 3G tenía 19 millones de clientes en todo el mundo.

## Historia
La marca nació el 3 de marzo de 2003 en Australia, Austria, Dinamarca, Italia, Suecia y Reino Unido.